# Série 27 SNCB
Les locomotives de la série 27 de la SNCB sont équipées de hacheurs à thyristors modulant la puissance au démarrage. Les locomotives des séries 11, 12, 21 et 27 sont directement dérivées de ces motrices, mais avec une puissance moindre ou la possibilité de circuler dans plusieurs pays.

## Histoire

### Les 27GF
Alors que la SNCB réceptionnait ses voitures M6, dont beaucoup furent confiées à des locomotives série 27 en attendant la livraison des locomotives série 18, un projet fut mis en place pour réaliser des rames de 4 ou 5 voitures, équipées à leurs extrémités d'un attelage automatique GF afin de pouvoir rapidement coupler ou découpler deux rames entre-elles.
Pour ce faire, un certain nombre de voitures-pilotes M6 ont été construites avec un attelage GF tandis que les locomotives 2742 à 2760 ont été modifiées avec un attelage GF à une extrémité. L'attelage GF augmente notablement le poids et la longueur de la machine, qui conserve un attelage ordinaire de l'autre côté pour tracter la rame de M6 ou une rame ordinaire.
Sur le principe, les rames GF ont été un succès, ce qui a convaincu la SNCB de commander les locomotives série 19 (locomotives série 18 munies d'un attelage GF) ainsi qu'une tranche supplémentaire de voitures pilotes ad hoc.
Cependant, à l'entretien, on constata l'apparition de fissures sur les locomotives série 27 converties avec un attelage GF[réf. nécessaire]. Conséquence : les rames GF comportant une locomotive série 27 sont, autant que possible, couplées entre-elles avec les deux voitures-pilotes au centre (afin de soulager l'attelage GF des locomotives) et un certain nombre de rames de M6 encadrées par deux locomotives série 27 sans voiture-pilote au centre ont été réalisées. La mise en service des locomotives série 19 a progressivement permis d'assurer la plupart des rames GF couplables à l'aide de cette série, plus moderne. Certaines 27 GF ont depuis été déplacées sur des trains P ou IC de voitures M4 encadrés par deux locomotives.

### La HLE 2711
C'est en 1991 que la 2711 a battu le record du plus long train  avec 70 voitures pour une longueur de 1732m et de +- 2800T .
Le trajet choisi, de la gare de Gand à la gare d'Ostende, soit 62 km parcouru à la vitesse moyenne de 52 km/h en 71 min .
C'est  à l’occasion d’une oeuvre de  charité  pour le Fonds de Cancer Belge que la SNCB réalisa ce défi, il fallait une locomotive équivalente  au record précédent ,  la 2711 fut choisie .
Pour ce record la SNCB rassembla 70 voitures voyageurs pour une longueur totale de 1.732m sans la 2711 et  2.786 tonnes en traction.
Le 27 avril 1991  ce train  réalisa cet incroyable record  en 71min.
Pour mémoriser ce record, une plaque est apposée dans  2711, elle est toujours présente sur l'armoire électrique dans le poste de conduite

## Caractéristiques

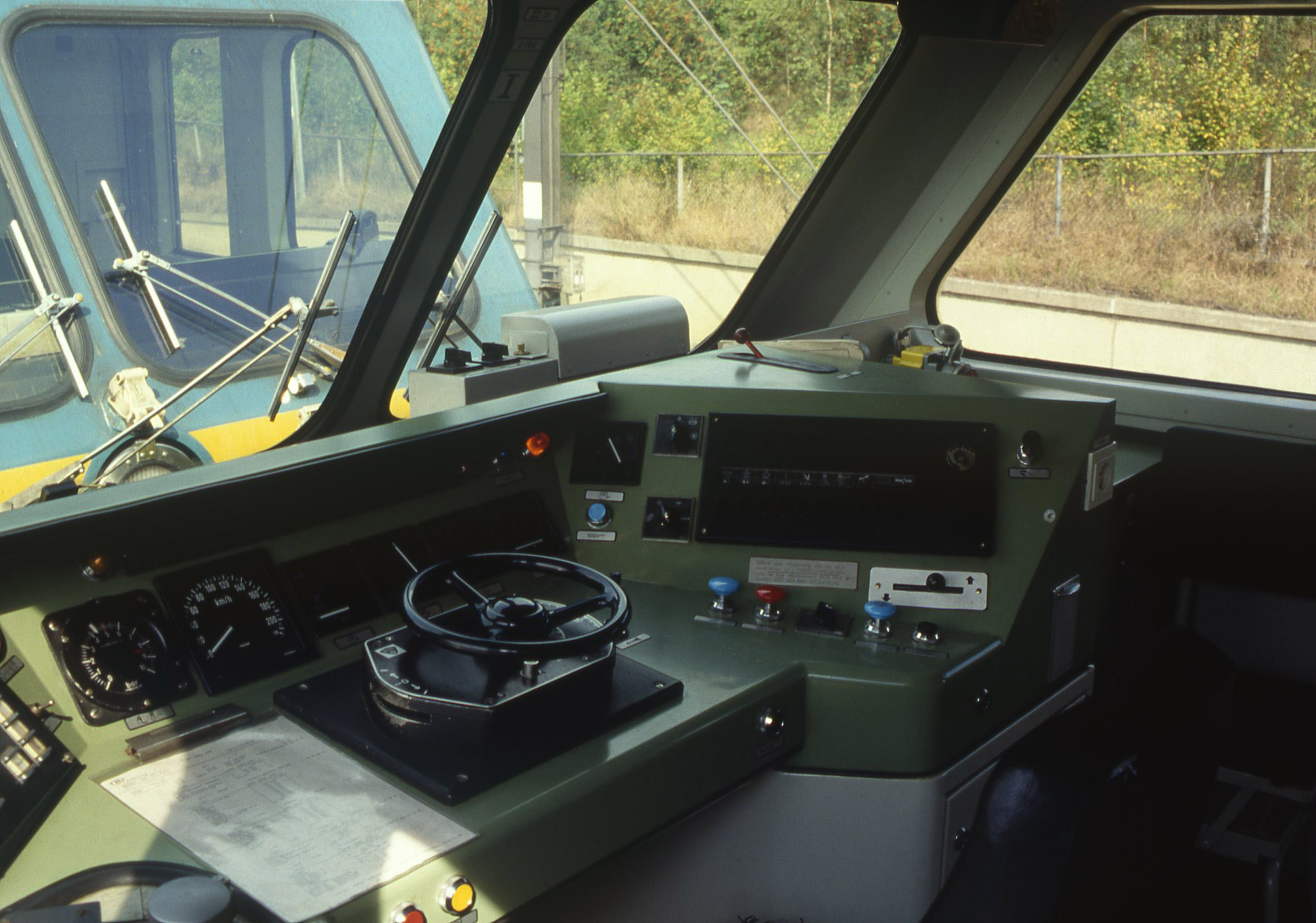
Le poste de conduite des locomotives série 21 et 27 est quasiment identique.

## Utilisation
À leur livraison, elles étaient à la fois utilisées en trafic voyageurs et pour des trains de marchandises. Dans les années 1990-2000, elles ont été progressivement déplacées sur les seuls trains de voyageurs afin de remplacer les séries les plus anciennes, alors que des machines plus modernes prenaient leur place en tête des trains de marchandises. La séparation entre SNCB voyageurs et B-Cargo (devenu depuis Lineas) a entériné cette affectation aux voyageurs.
Les voitures M4 ont été construites pour circuler avec des locomotives séries 21 et 27.
Bien que mono-courant (3 kV), ces locomotives ont assuré des trains internationaux vers les Pays-Bas ; elles circulaient à puissance réduite sur le réseau hollandais électrifié en 1,5 kV, jusqu'aux gares de Rosendael et de Maastricht, gares importantes les plus proches de la Belgique. Elles pouvaient aussi, comme tout le matériel belge, circuler jusqu'à la gare de Luxembourg, qui était une gare commutable 3 kV continu et 25 kV 50 Hz jusqu'en 2019. Depuis lors, le point de commutation a été déplacé à la gare de Kleinbettingen-frontière, interdisant l'accès de la gare de Luxembourg à toutes les locomotives n'acceptant que la tension belge de 3 kV.
Désormais équipées du multiplexage, elles peuvent circuler en réversibilité avec des rames de voitures M6 et M5 modernisées.

### Utilisation actuelle
En 2019, les locomotives série 27 assurent les trains suivants :

#### semaine
- IC-05 : Anvers-Central - Bruxelles - Charleroi-Sud (rames GF, rames ordinaires de M6 et rames de M4 encadrées par deux 27 "GF")
- IC-07 : Anvers-Noorderdokken - Bruxelles - Charleroi-Sud (rames GF, rames ordinaires de M6 et rames de M4 encadrées par deux 27 "GF")
- IC-11 : Turnhout - Malines - Bruxelles - la Louvière - Binche (rame réversible de M4)
- IC-18 : Liège-Saint-Lambert - Namur - Bruxelles - prolongé vers Tournai en heure de pointe (la plupart des IC-18 sont assurés par des locomotives série 21, ainsi que quelques automotrices)
- IC-22 et IC-31: Anvers-Central - Bruxelles-Midi (rames réversibles de M5 ; AM08 aux heures creuses)
- (IC-30) : Turnhout - Anvers-Central (rame réversible de M4, seulement deux trains par jour)
- un certain nombre de trains d'heure de pointe (P) composés de voitures M4 ou de voitures M5
  - de Schaerbeek à Mouscron / Châtelet / Jemeppe-sur-Sambre / Binche / Saint-Ghislain et Quiévrain / Mons et Quévy / Ostende
  - de Bruxelles-Midi à Tongres / Liège-Guillemins / Mol
  - de Hasselt à Anvers-Central
  - de Namur à Huy et de Huy à Liège
  - de Courtrai à Gand-Saint-Pierre

#### week-ends et jours fériés
seuls trois trains P "étudiants" (circulant le dimanche soir, uniquement lors des semaines de cours) sont confiés à des locomotives série 27
- P 8219 de Mol à Heverlee, près de Louvain (voitures M4)
- P 8500 de Mouscron à Louvain-la-Neuve (voitures M5)
- P 8700 de Binche à Louvain-la-Neuve (rame GF de quatre voitures M6)

## Modélisme
La série 27 a été reproduite à l'échelle HO par la firme italienne Lima et belge LS-Models.

## Livrée
La livrée d'origine des HLE 27 est la livrée bleue. 
En 2023 pour la fête du rail du Chemin de fer du Bocq de l'association Patrimoine ferroviaire et tourisme une nouvelle livrée fut créée sur base des couleurs newlook de la SNCB.
Cette nouvelle livrée fut entièrement réalisée par des bénévoles de l'association.
Elle porte symboliquement le nom « Cédric » d'après le prénom de celui qui créa le design et suivit le chantier.

## Galerie d’images

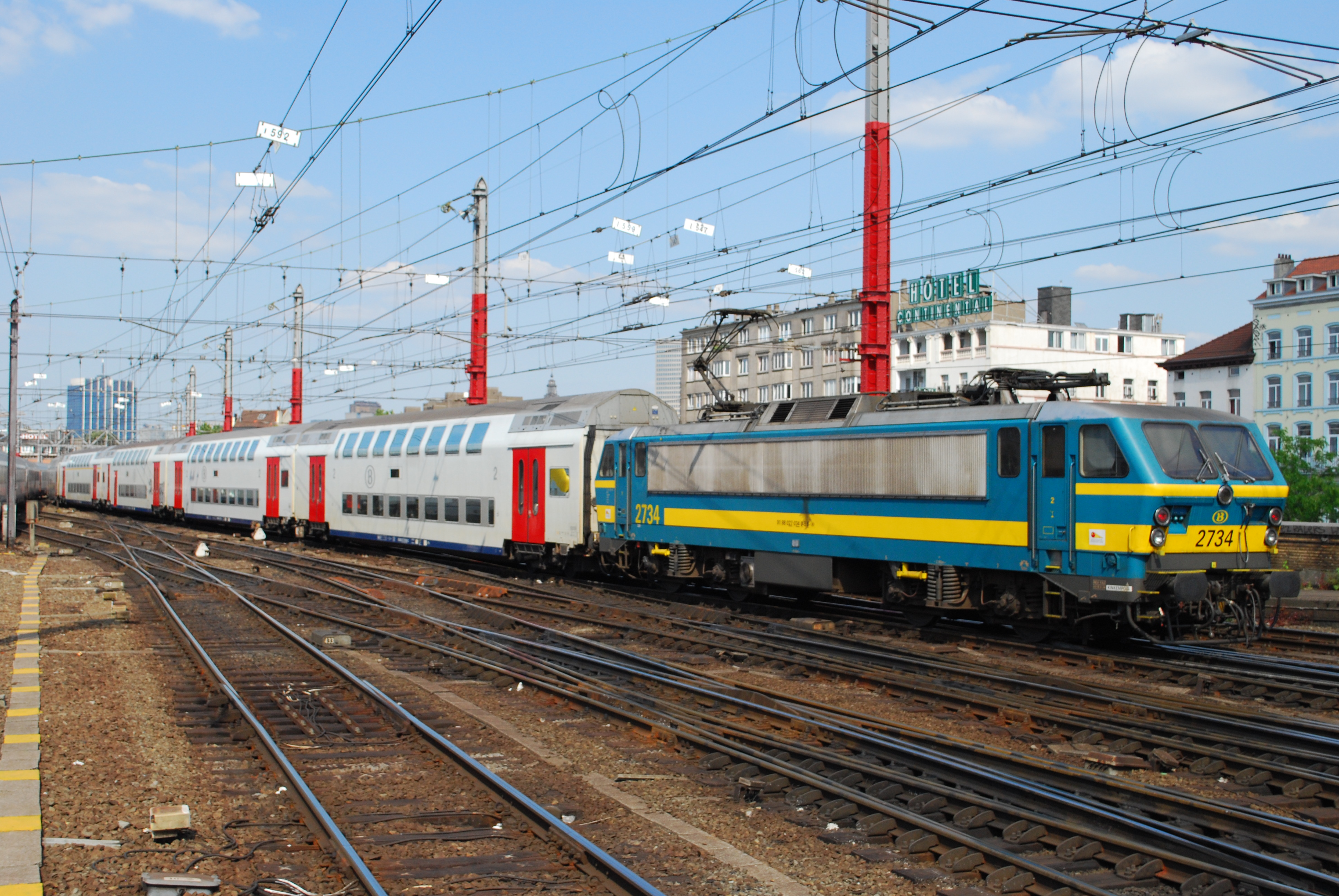
Arrivée à Bruxelles-Midi d'une 27 remorquant une rame de voitures M6.
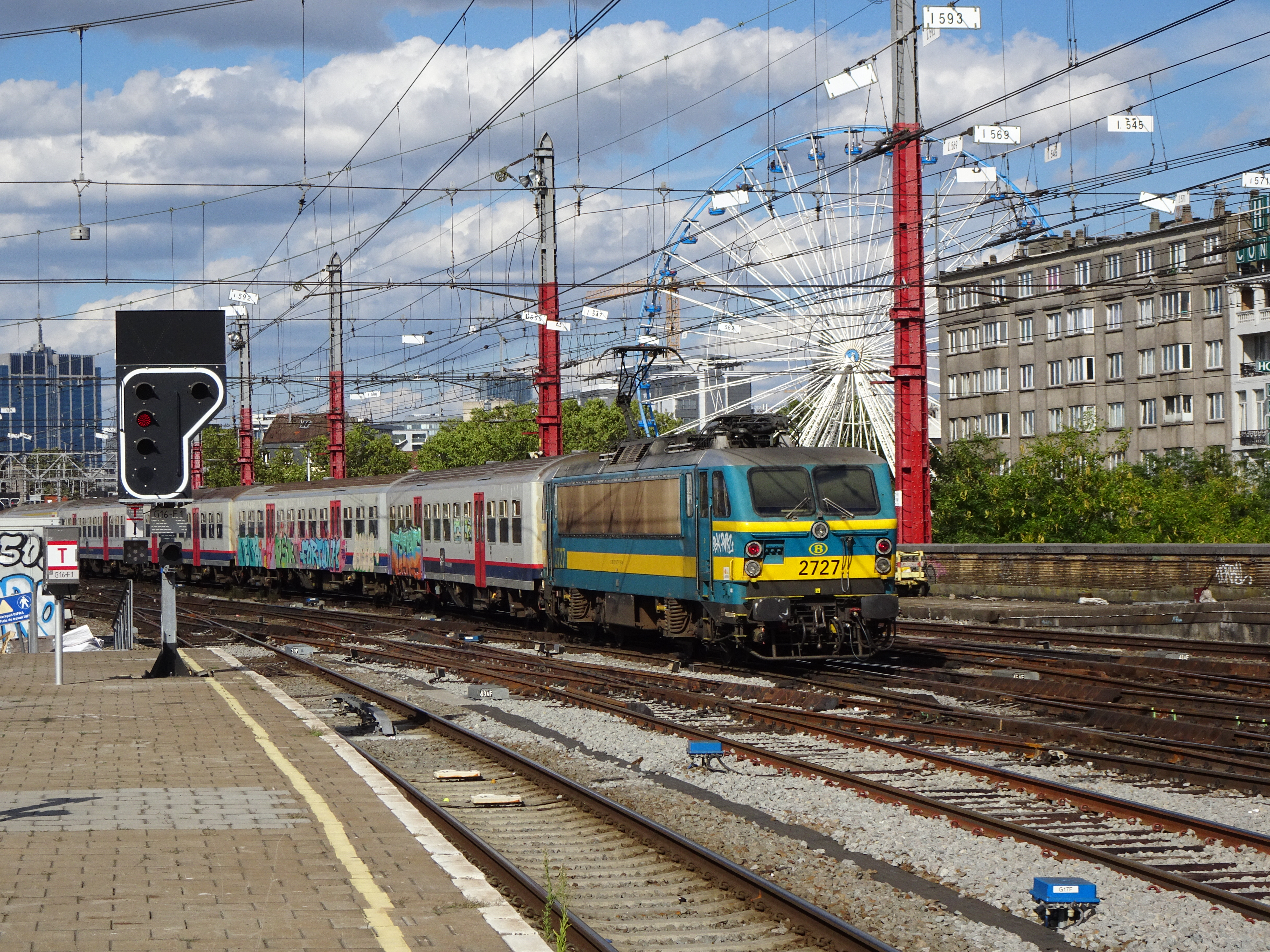
La 2727 en queue d'une rame réversible de voitures M4 (IC Binche - Turnhout).
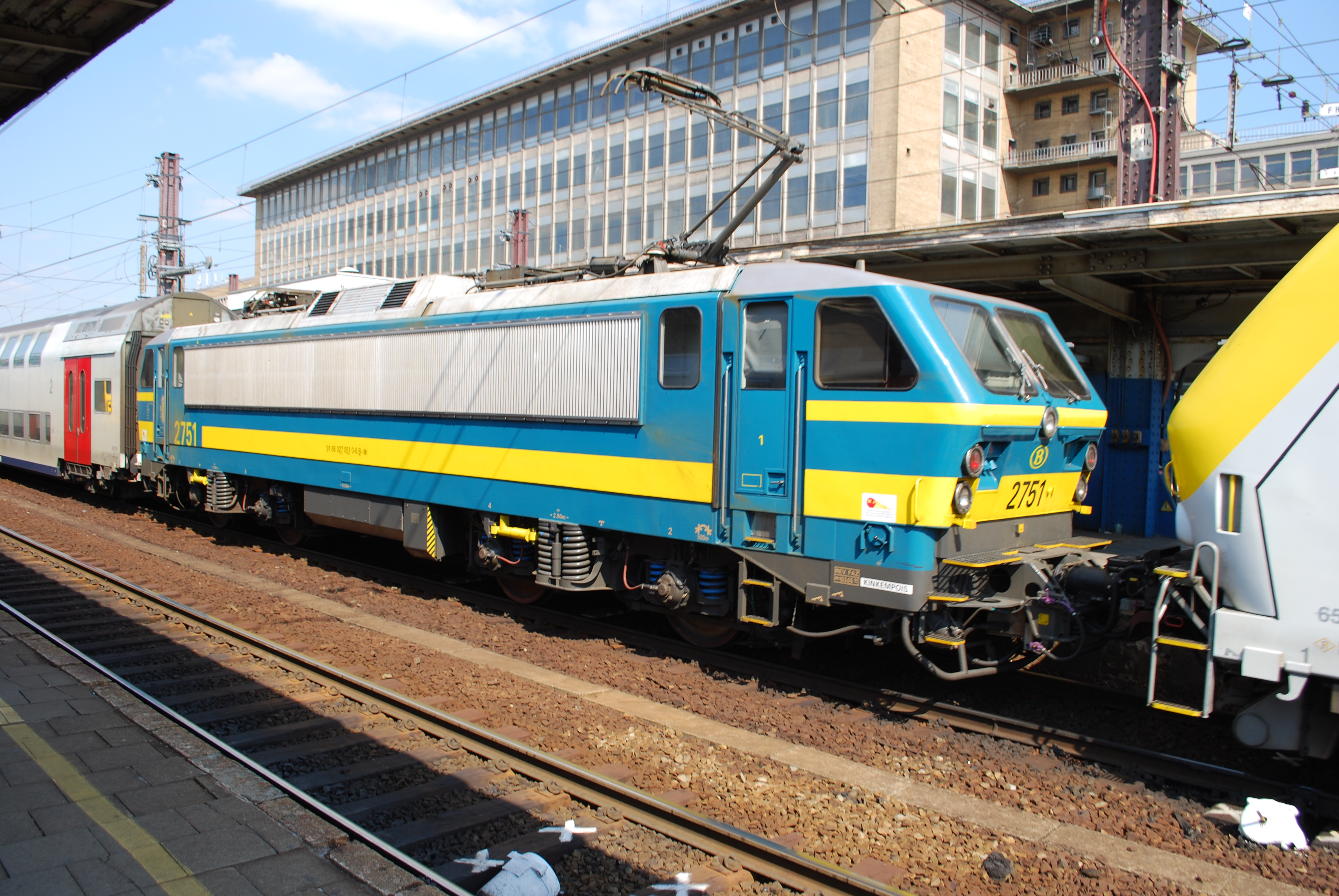
Une 27 "GF" couplée à une voiture-pilote M6.
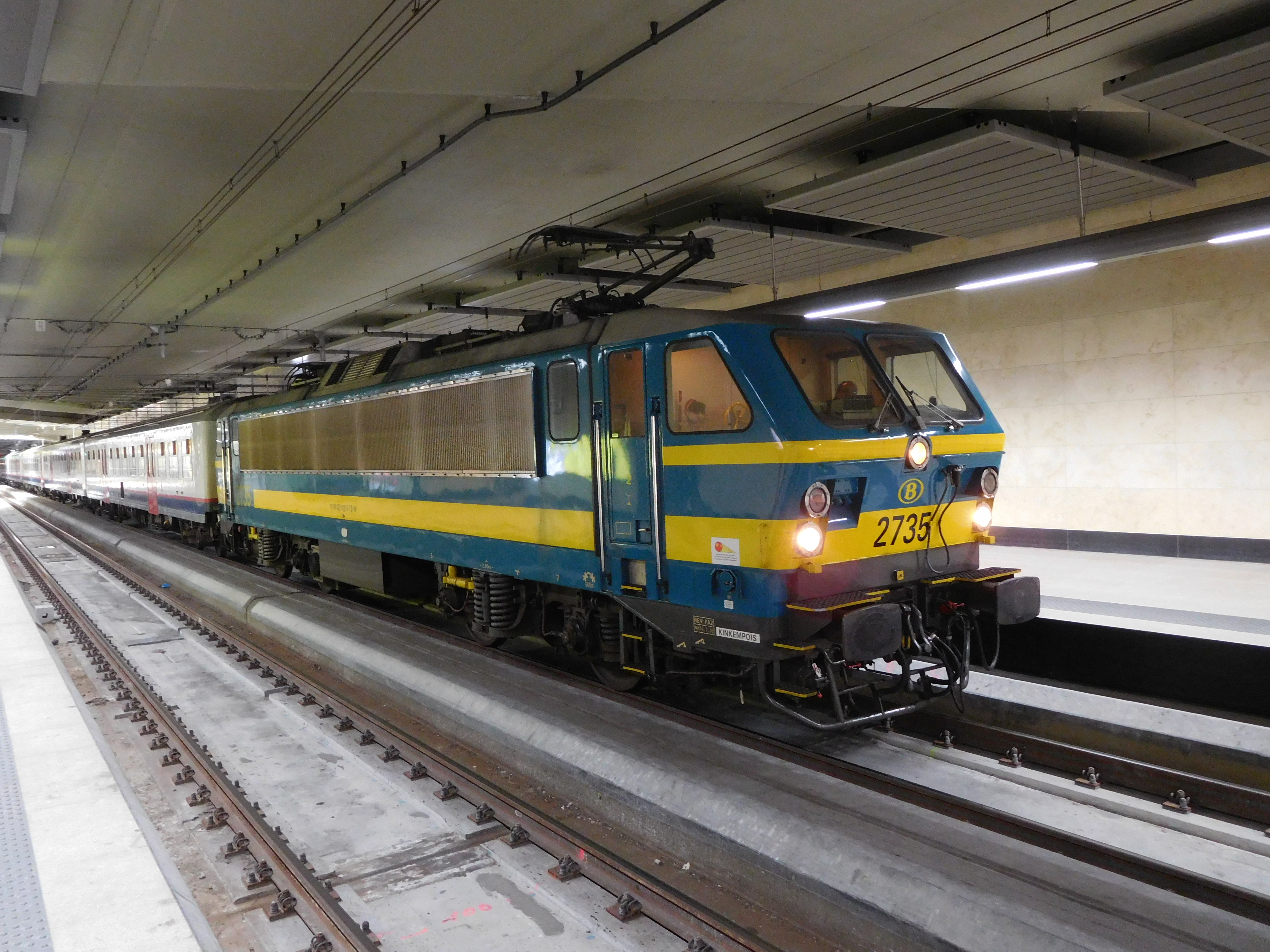
Une 27 arrivant en gare de Bruxelles-Schuman.
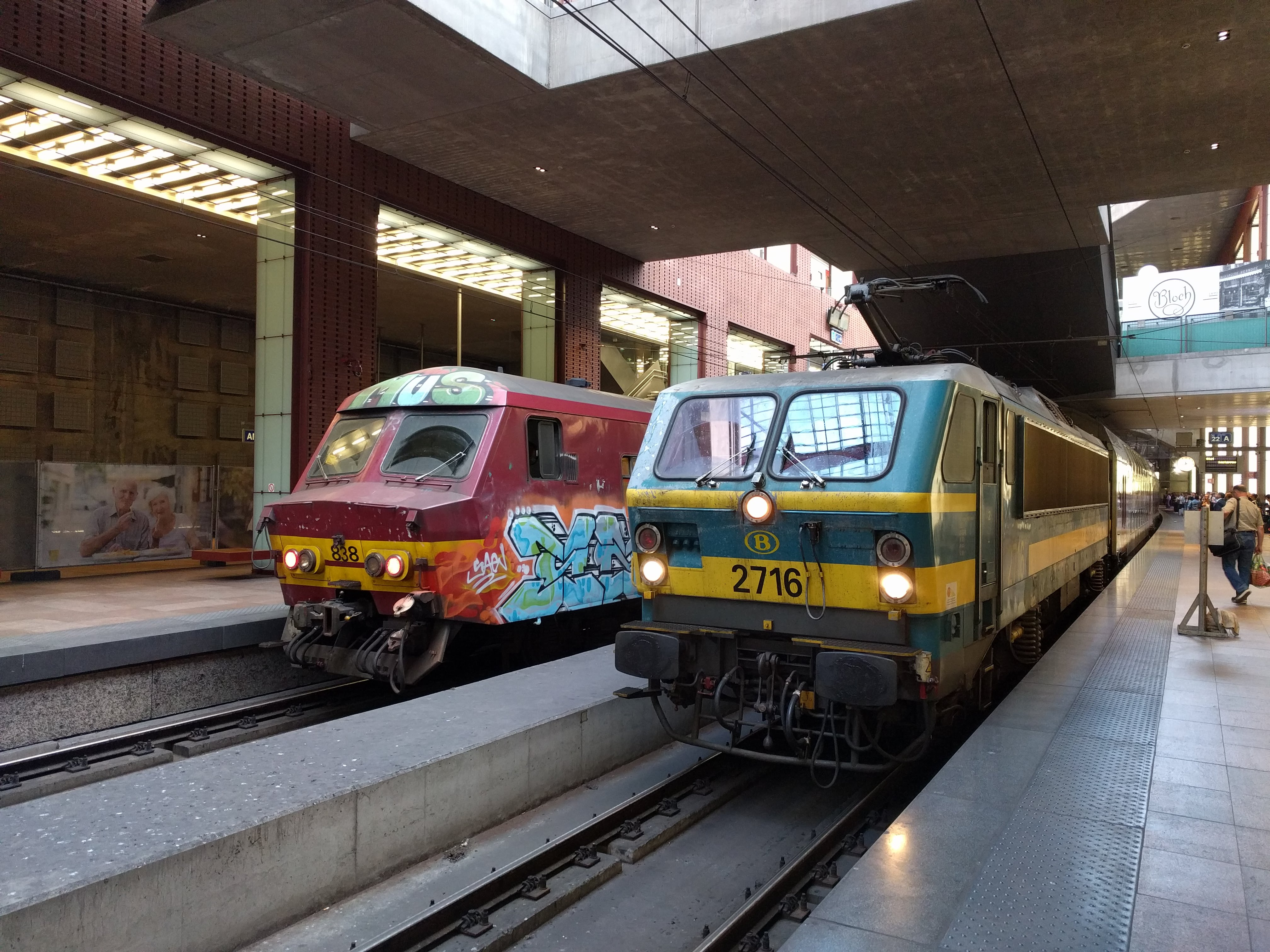
Niveau inférieur de la gare d'Anvers-Central.
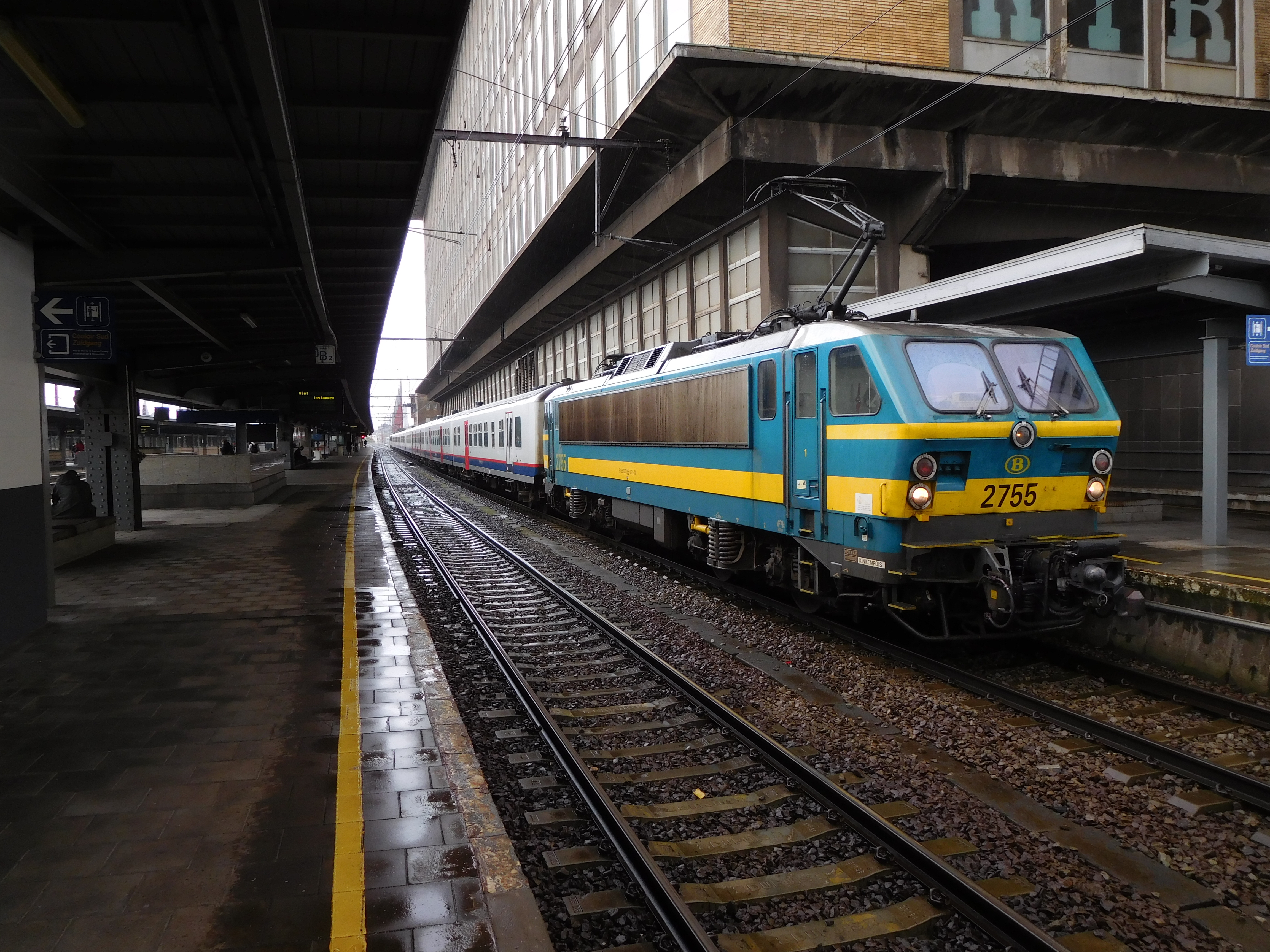
La 2755 "GF" reléguée sur une rame de M4.
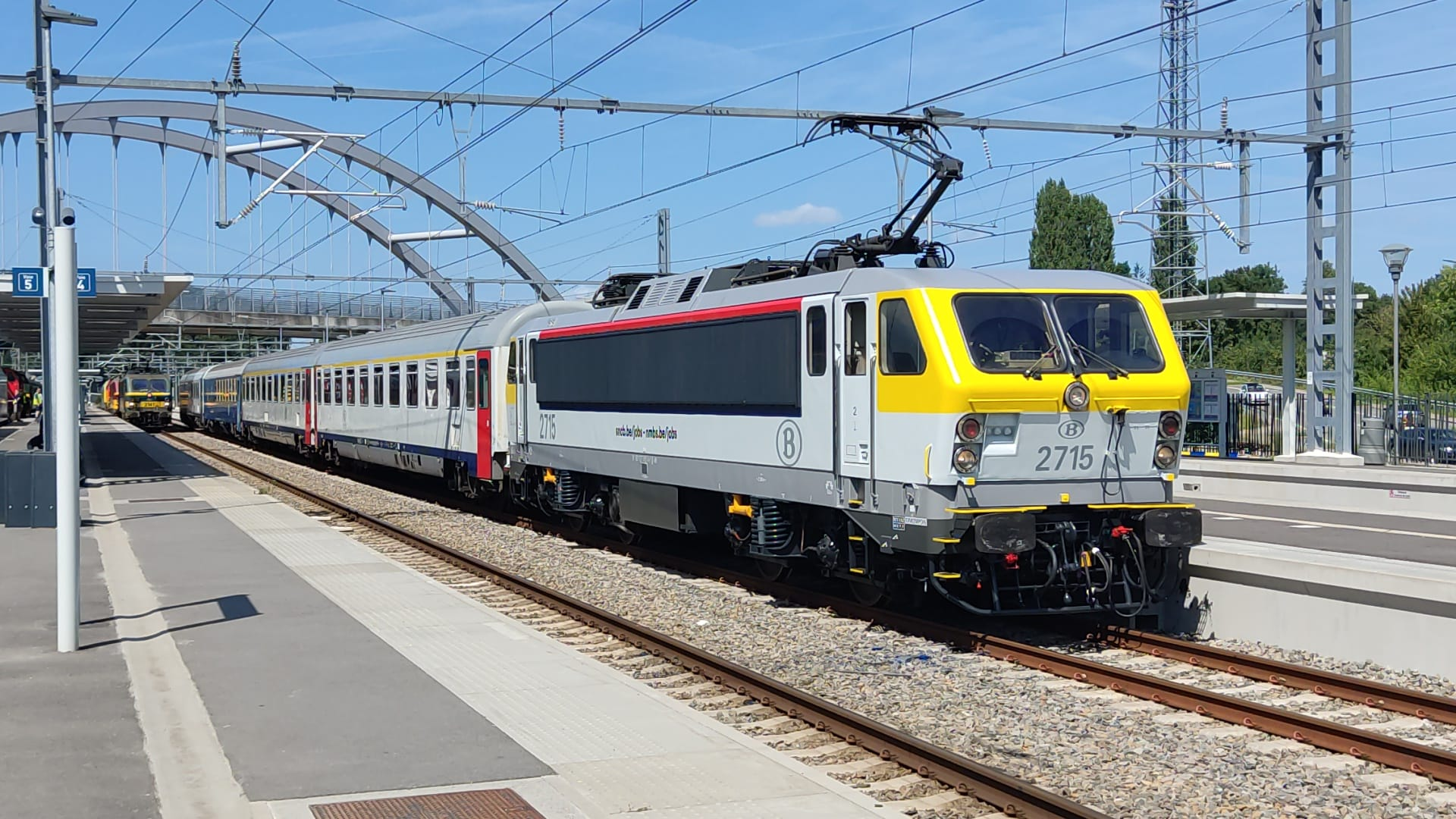